# Corde lisse
Cet article concerne la technique militaire. Pour le sport, voir grimper de corde.

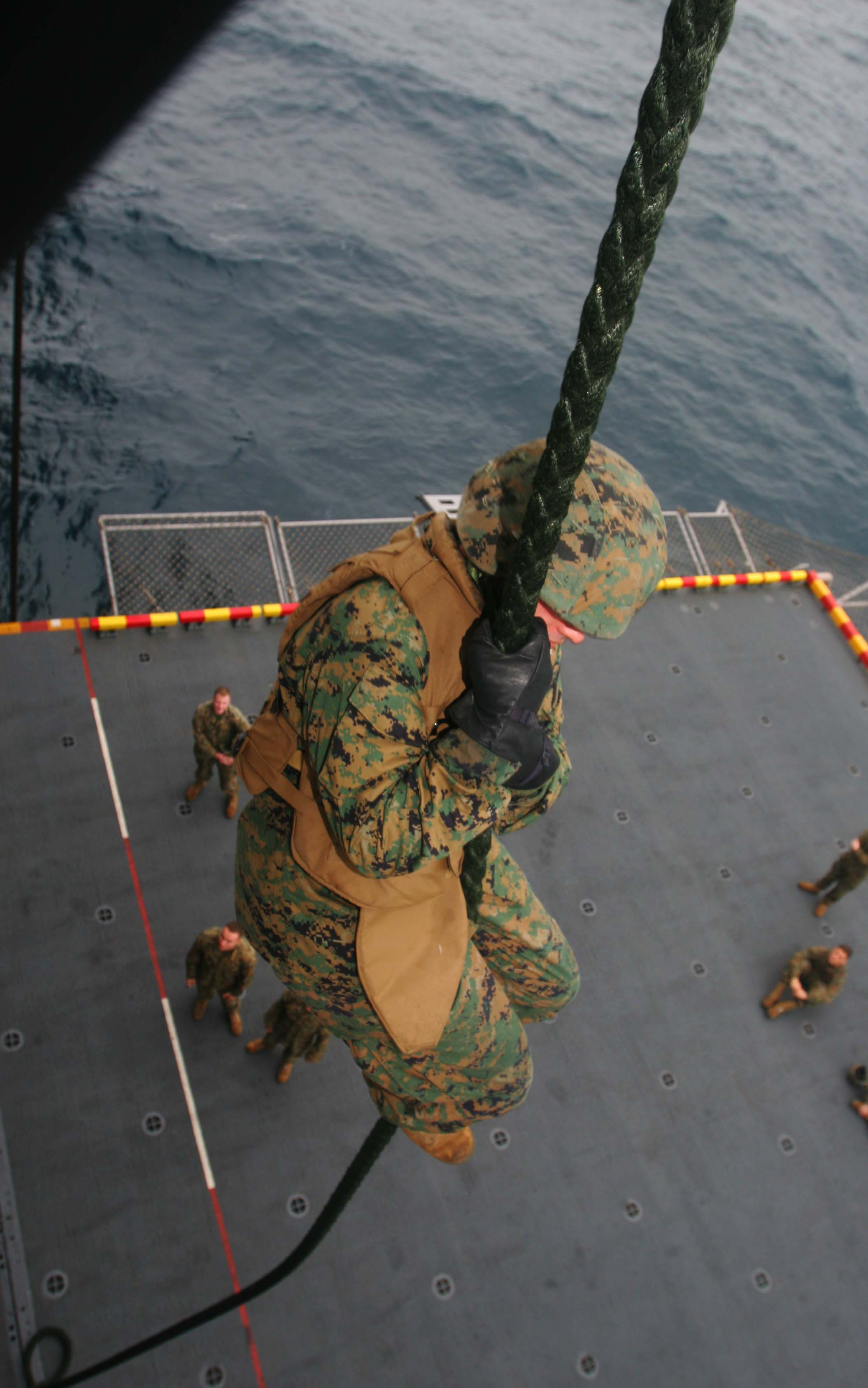
Un Marine de la 31e Marine Expeditionary Unit des États-Unis descend à la corde d'un hélicoptère CH-46E Sea Knight lors d'un exercice d'entraînement en 2008.

La corde lisse, également connu sous le nom de système d'extraction et d'insertion rapide par corde (ou Fast Rope Insertion Extraction System - FRIES ), est une technique de descente d'une corde lisse et épaisse. Elle est utilisée pour déployer des troupes à partir d'un hélicoptère dans des endroits où l'hélicoptère lui-même ne peut pas se poser. Le cordage rapide est particulièrement utile pour les marines, qui peuvent utiliser la technique pour embarquer sur des navires en mer ainsi que pour atteindre des destinations sur terre. Cette technique est plus rapide que la descente en rappel, bien que plus dangereuse surtout si la personne porte une lourde charge, car elle n'est pas sécurisée à la corde avec un descendeur. La personne tient la corde avec ses pieds et ses mains gantées, et se laisse glisser. Plusieurs personnes peuvent glisser simultanément sur la même corde, à condition qu'il y ait un espace d'environ 3 m entre eux, afin que chacun ait le temps de s'écarter quand il atteint le sol.

## Histoire
Développé pour la première fois par le Royaume-Uni avec le fabricant britannique de cordes Marlow Ropes, la première utilisation au combat de la corde lisse eut lieu pendant la guerre des Malouines. La corde d'origine était un nylon épais qui pouvait être utilisé d'une manière semblable à un poteau de descente pour les pompiers. Les cordes spéciales utilisées aujourd'hui sont tressées, ce qui donne un motif sur la circonférence extérieure qui n'est pas lisse et donc plus facile à saisir. À l'origine, chaque personne tenait la corde pour la personne suivante; cependant, cette pratique a été supprimée.

## Équipements et techniques

### Corde
La corde doit être épaisse, typiquement 40 mm de diamètre, pour éviter qu'elle ne soit secouée par le souffle du rotor de l'hélicoptère. Certains types ont un noyau lesté, le ballast aidant à combattre l'effet de souffle.

### Techniques de gants
Des gants résistants à la chaleur sont nécessaires pour la descente par corde lisse, afin de protéger l'individu descendant de la chaleur générée par friction. Les gants résistants à la chaleur ne sont généralement pas assez habiles pour être utiles une fois la descente terminée, bien que des gants spécialisés aient été développés à cet effet. Le plus souvent, une technique de gants à l'intérieur des gants est utilisée, avec des gants tactiques portés à l'intérieur de gants de travail des métaux en cuir épais. Après avoir descendu la corde, le porteur retire les gants extérieurs pour retrouver la dextérité.

### Techniques de pieds

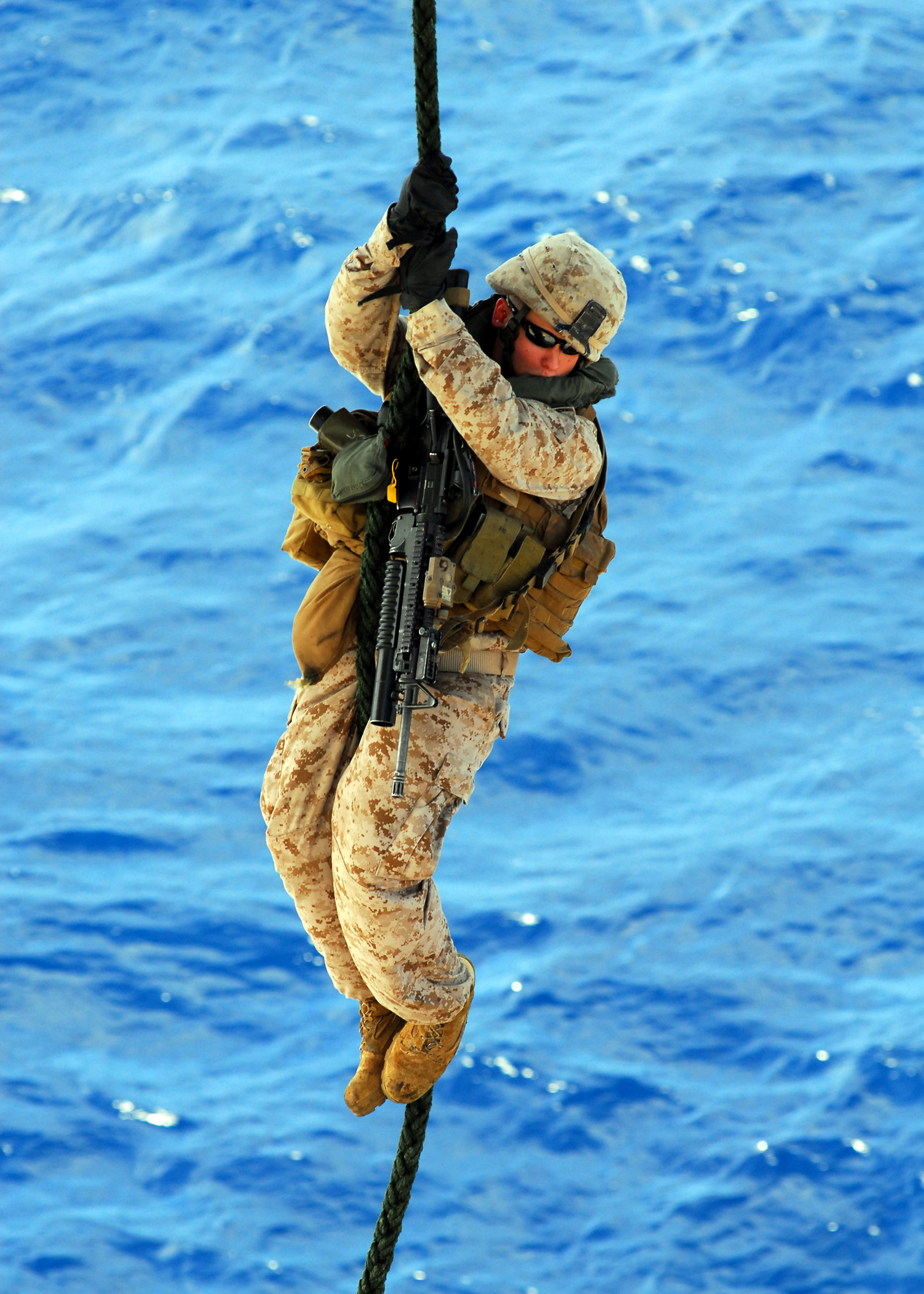
Fast-roper utilisant ses pieds en descendant pour contrôler sa vitesse.

Dans l'US Marine Corps, les soldats sont formés pour contrôler la vitesse de descente en utilisant leurs jambes et leurs pieds en plus de leurs mains (les instructeurs affirment que certains Marines ont lâché leur corde parce que leurs gants sont devenus trop chauds, causant des blessures)[réf. nécessaire]. La mise en place d'environ 25 hommes par corde lisse sur un navire peut prendre environ 30 secondes.
L'armée britannique déconseille l'utilisation des pieds car cela peut rendre la descente des personnes suivantes plus dangereuse. Plus précisément, le cirage ou le cuir de la chaussure peut rendre la corde extrêmement glissante.